# Концесія
Конце́сія — договір про передачу природних багатств, підприємств, інших господарських об'єктів, що належать державі чи територіальній громаді, в тимчасову експлуатацію іншим державам, іноземним фірмам, приватним особам.
Концесіоне́р — суб'єкт підприємницької діяльності, який на підставі договору отримав концесію.

## Загальний опис
Концесія — надання з метою задоволення громадських потреб уповноваженим органом виконавчої влади чи органом місцевого самоврядування на підставі концесійного договору на платній та строковій основі юридичній або фізичній особі (суб'єкту підприємницької діяльності) права на створення (будівництво) та (або) управління (експлуатацію) об'єкта концесії (строкове платне володіння), за умови взяття суб'єктом підприємницької діяльності (концесіонером) на себе зобов'язань по створенню (будівництву) та (або) управлінню (експлуатації) об'єктом концесії, майнової відповідальності та можливого підприємницького ризику.
Концесія — надання концесієдавцем на підставі концесійного договору на платній та строковій основі концесіонеру права на будівництво та/або експлуатацію автомобільної дороги за умови взяття концесіонером на себе зобов'язань щодо її будівництва та/або експлуатації.
Сфери господарювання, в яких дозволяється концесійна діяльність, об'єкти права державної або комунальної власності, що можуть надаватися в концесію, а також види підприємницької діяльності, які не дозволяється здійснювати на концесійній основі, визначаються законом.
Концесії у період НЕПу виступали як форма залучення іноземного капіталу. Передані на правах концесії іноземному капіталові промислові підприємства поклали початок державно-капіталістичному устрою в економіці країни. Проте в умовах СРСР широкого розвитку ця форма не набула. Всього було підписано 42 концесійних угоди, почали працювати лише 31.

## B гірництві
Конце́сії в гірни́цтві (англ. mining concessions; нім. Konzessionen in Bergbau) — угоди, що дозволяють на певних умовах здійснювати пошук, розвідку і (або) експлуатацію родовищ корисних копалин, що належать державі (або місцевій владі).
Концесії юридично оформлюються шляхом укладення контрактів (угод) про надання прав, ліцензій, про здачу в оренду.
Концесійний конкурс — процедура, встановлена нормативно-правовими актами, згідно з якою певний претендент визнається переможцем у концесійному конкурсі.

## Концесійні проекти в Україні
В Україні ще не було досвіду концесійних доріг. У 2019 році уряд підписав меморандум з Poly Changda Engineering Co. Ltd, яка входить у китайську державну бізнес групу China Poly Group, про будівництво на умовах концесії першої черги будівництва Великої кільцевої автомобільної дороги навколо Києва.

## Див також
- Державно-приватне партнерство в Україні